# Teesdale
Teesdale este un district nemetropolitan în Regatul Unit, în comitatul Durham din regiunea North East, Anglia.

## Orașe din district
- Barnard Castle

## Vedeți și
- Listă de orașe din Anglia